# 103-я ракетная бригада
103-я ракетная Краснознамённая, орденов Кутузова и Богдана Хмельницкого бригада (сокр. 103 рбр, в/ч 47130) — тактическое соединение Сухопутных войск Российской Федерации.
Бригада дислоцируется в г. Улан-Удэ и находится в составе 36-й общевойсковой армии.

## История
Ведёт историю от 12-й артиллерийской дивизии прорыва РГК Рабоче-крестьянской Красной армии. 12-я артиллерийская дивизия прорыва включала в себя 32-ю гаубичную, 41-ю пушечную, 46-ю лёгкую, 89-ю тяжёлую гаубичную, 104-ю гаубичную большой мощности артиллерийские бригады, 11-ю миномётную бригаду, 819-й орадн, 881-й атб. Дивизия находилась в составе Западного, Белорусского, 2-го и 1-го Белорусского фронтов.
После войны 12-я артиллерийская дивизия прорыва в 1960-е гг. была переформирована в 103-ю ракетную бригаду, дислоцировавшуюся Забайкальском военном округе в составе 29-й общевойсковой армии.
За годы Великой Отечественной войны героями Советского Союза стали 15 человек.
15 января 2012 года бригада получила боевое знамя нового образца. Перед церемонией вручения провели церемонию крепления знамени к древку, которая проходила в Русском драматическом театре. Боевое знамя крепили позолоченными гвоздями по традиции..

## Вооружение
Бригада оснащена ОТРК 9К720 «Искандер». Ранее на вооружении бригады стояли ТРК 9K79 «Точка».